# الله أباد (قلعة أصغر)
الله أباد (بالإنجليزية: Allahabad, Lalehzar)‏ هي مستوطنة تقع في إيران في ناحية لاله زار. يقدر عدد سكانها بـ 16 نسمة .